# Comuna de Uścimów
Uścimów (polaco: Gmina Uścimów) é uma gminy (comuna) na Polónia, na voivodia de Lublin e no condado de Lubartowski. A sede do condado é a cidade de 1999.
De acordo com os censos de 2004, a comuna tem 3379 habitantes, com uma densidade 31,1 hab/km².

## Área
Estende-se por uma área de 108,61 km², incluindo:
- área agricola: 64%
- área florestal: 20%

## Demografia
Dados de 30 de Junho 2004:
|                      | Total   | Total | Mulheres | Mulheres | Homens  | Homens |
| -------------------- | ------- | ----- | -------- | -------- | ------- | ------ |
|                      | pessoas | %     | pessoas  | %        | pessoas | %      |
| População            | 3379    | 100   | 1699     | 50,3     | 1680    | 49,7   |
| Densidade (pop./km²) | 31,1    | 100   | 15,6     | 15,6     | 15,5    | 15,5   |

De acordo com dados de 2002, o rendimento médio per capita ascendia a 1336,36 zł.

## Comunas vizinhas
- Dębowa Kłoda, Ludwin, Ostrów Lubelski, Parczew, Sosnowica